# Christophe Dal Sasso
Christophe Dal Sasso (* 8. August 1968 in Hyères) ist ein französischer Jazzkomponist, Arrangeur und Big-Band-Leader.

## Leben und Wirken
Dal Sasso begann im Alter von acht Jahren im örtlichen Harmonieorchester zu spielen; er lernte zunächst Trompete. Von 1985 bis 1989 spielte er Jazz in der Band von Tony Petrucciani und war Mitglied verschiedener lokaler Bands. 1990 zog er nach Paris, wo er Arrangement bei Ivan Jullien studierte. Daneben war er bei Mambomania als Trompeter tätig. 2001 wechselte er von der Trompete auf die Flöte.
Mit eigener Big Band spielte er regelmäßig im Pariser Club „Sunset“. In seiner Big Band spielen die Brüder Stéphane Belmondo und Lionel Belmondo, Sophie Alour, der Pianist Laurent Fickelson, der Schlagzeuger Philippe Soirat, der Saxophonist und Flötist Guillaume Naturel, Gilles Naturel, der Hornist Francois Christin, der Altsaxophonist Dominique Mandin, der Trompeter Laurent Agnes und der Posaunist Jerry Edward.
Er arrangierte u. a. für die Brüder Belmondo, etwa auf ihrem Album mit Yusef Lateef „Influence“.
Auf dem Label Nocturne nahm er die Alben „Ouverture“ (2004), mit seiner Big Band, und „Exploration“ (2006) auf. Letzteres eingespielt von einem Nonett mit David Liebman, Pierre de Bethmann, David El Malek, Thomas Savy und Franck Agulhon; überwiegend mit eigenen Kompositionen, teilweise beeinflusst von (wie schon „Ouverture“) von klassischer Musik des 20. Jahrhunderts (hier Zwölftonmusik, Lili Boulanger) und George Russell. Seine Orchestrierung von Coltranes A Love Supreme für Big Band wurde 2009 beim Festival Jazz à Marciac uraufgeführt und 2014 auf CD veröffentlicht. 2011 ging er weiter mit Prétexte, und 2016 Les Nébuleuses. Africa/Brass Revisited erschien 2021.
2005 erhielt er den Django d’Or (Frankreich) für Komposition.